# Canon (Geòrgia)
Canon és una població dels Estats Units a l'estat de Geòrgia. Segons el cens del 2000 tenia 755 habitants.

## Demografia
Segons el cens del 2000, Canon tenia 755 habitants, 315 habitatges, i 221 famílies. La densitat de població era de 91,7 habitants per km².
Dels 315 habitatges en un 27,9% hi vivien nens de menys de 18 anys, en un 52,7% hi vivien parelles casades, en un 12,1% dones solteres, i en un 29,8% no eren unitats familiars. En el 27,3% dels habitatges hi vivien persones soles l'11,4% de les quals corresponia a persones de 65 anys o més que vivien soles. El nombre mitjà de persones vivint en cada habitatge era de 2,4 i el nombre mitjà de persones que vivien en cada família era de 2,88.
Per edats la població es repartia de la següent manera: un 22,1% tenia menys de 18 anys, un 9,7% entre 18 i 24, un 26,5% entre 25 i 44, un 28,1% de 45 a 60 i un 13,6% 65 anys o més.
L'edat mediana era de 38 anys. Per cada 100 dones de 18 o més anys hi havia 94,1 homes.
La renda mediana per habitatge era de 21.845 $ i la renda mediana per família de 24.375 $. Els homes tenien una renda mediana de 25.446 $ mentre que les dones 18.375 $. La renda per capita de la població era de 12.855 $. Entorn del 22,2% de les famílies i el 26,6% de la població estaven per davall del llindar de pobresa.

## Poblacions més properes
El següent diagrama mostra les poblacions més properes.